# Всеволожский, Андрей Никитич
Андрей Никитич Всеволожский (22 июля 1840 — 27 июня 1893) — русский государственный деятель, действительный статский советник и камергер Двора, нижегородский вице-губернатор, таврический губернатор.

## Биография
Родился в семье крупного землевладельца, действительного статского советника Никиты Всеволодовича Всеволожского (1799—1862), женатого вторым браком на Екатерине Арсеньевне Жеребцовой (1817—1868).
Воспитывался в Санкт-Петербургском университете и по увольнению с 1-го курса с 14 января 1859 года был определён в Департамент общих дел Главного управления наместника кавказского с откомандированием в Тифлис в дипломатическую канцелярию наместника Кавказа и главнокомандующего Кавказской армией князя А. И. Барятинского.
Получил серебряную медаль «За покорение Чечни и Дагестана».
В августе 1859 года отправлен в Персию к генерал-майору А. П. Кулебякину в состав миссии, посланной в Тавриз с целью доставить к его величеству шаху приветственное письмо от имени наместника, кавказского князя Барятинского и других бумаг к персидским министрам. По возвращении из Персии был послан в Тифлис с письмом шаха к наместнику.
Персидским шахом пожалован орденом Льва и Солнца 3-й степени 14 февраля 1861 года. Произведён в губернские секретари 14 января 1862; высочайшим приказом переведён в Канцелярию Собственной ЕИВ 21 марта 1864; коллежский секретарь с 2 июня 1865 года.
На основании приказа военного министра от 12 июля 1864 как находившийся в Чечне в июне 1859 года в главной квартире главнокомандующего Кавказскою армией в Чеченском отряде при озере Ретло в Андии получил право ношения на груди высочайше установленного знака за покорение Кавказа — Креста «За службу на Кавказе».
Уволен от службы 21 сентября 1865 года, определён членом Пермского Комитета при Государственном коннозаводстве 06.07.1867; пожалован в звание камер-юнкера Двора ЕИВ 20.04.1869; назначен председателем Чрезвычайного пермского губернского собрания с 20.06 по 01.07.1870 года. Был членом Присутствия по крестьянским делам Пермской губернии. Произведён в титулярные советники 17 марта 1870, чиновник особых поручений при Министерстве путей сообщения в 1871 году. Награждён орденом Святого Станислава 2-й степени с императорской короной 14 апреля 1872 года. Произведён в коллежские асессоры 17 марта 1873, чиновник особых поручений при Министерстве внутренних дел (1873).
С 1876 Нижегородский вице-губернатор, произведён в надворные советники 13 февраля 1876 года.
В 1877 году состоял при великом князе Михаиле Николаевиче, наместнике Кавказа и главнокомандующем Кавказской армией, в качестве уполномоченного общества Красного Креста и находился в сражениях при Авлиаре и Деве-Бойну, камергер (1878).
В 1881 получил чин действительного статского советника, с 22 ноября 1881 по 30 декабря 1889 года Таврический губернатор. В период его руководства губернией была основана Таврическая ученая архивная комиссия, где он выступил одним из 60 членов-учредителей.
В 1886 году А. Н. Всеволожский издал книгу «Род Всеволожских».

## Семья
Женат на дочери генерал-майора П. Д Соломирского Наталье Павловне Соломирской, в 1866 на любительском концерте в Перми она, как младшая сестра Дмитрия Павловича Соломирского, впервые исполнила написанный тем романс «В лазури далеко мерцает звезда». Их дети:
- Андрей (29.07.1867-?),
- Дмитрий (10.11.1868-?),
- Наталья (23.09.1871-?),
- Екатерина (28.08.1886—?)[5].

## Награды
- Орден Святого Станислава 2-й степени с императорской короной
- Орден Святой Анны 2-й степени с мечами
- Орден Святого Владимира 3-й степени с мечами
- Орден Святого Станислава 1-й степени
- Серебряная медаль «За покорение Чечни и Дагестана в 1857–1859 годах»
- Светло-бронзовая медаль «В память войны 1877–1878 годов»
- Крест «За службу на Кавказе»

Иностранные:
- итальянский орден Короны, большой крест
- персидский орден Льва и Солнца 3-й степени [6][7]